# Tenis en Georgia
La mayor figura del tenis georgiano ha sido Alex Metreveli quien representando a la Unión Soviética en los años 70, logró alcanzar el noveno puesto del ranking y ganar 5 títulos. En el siglo XXI destaca Nikoloz Basilashvili quien actualmente está entre los Top 20.

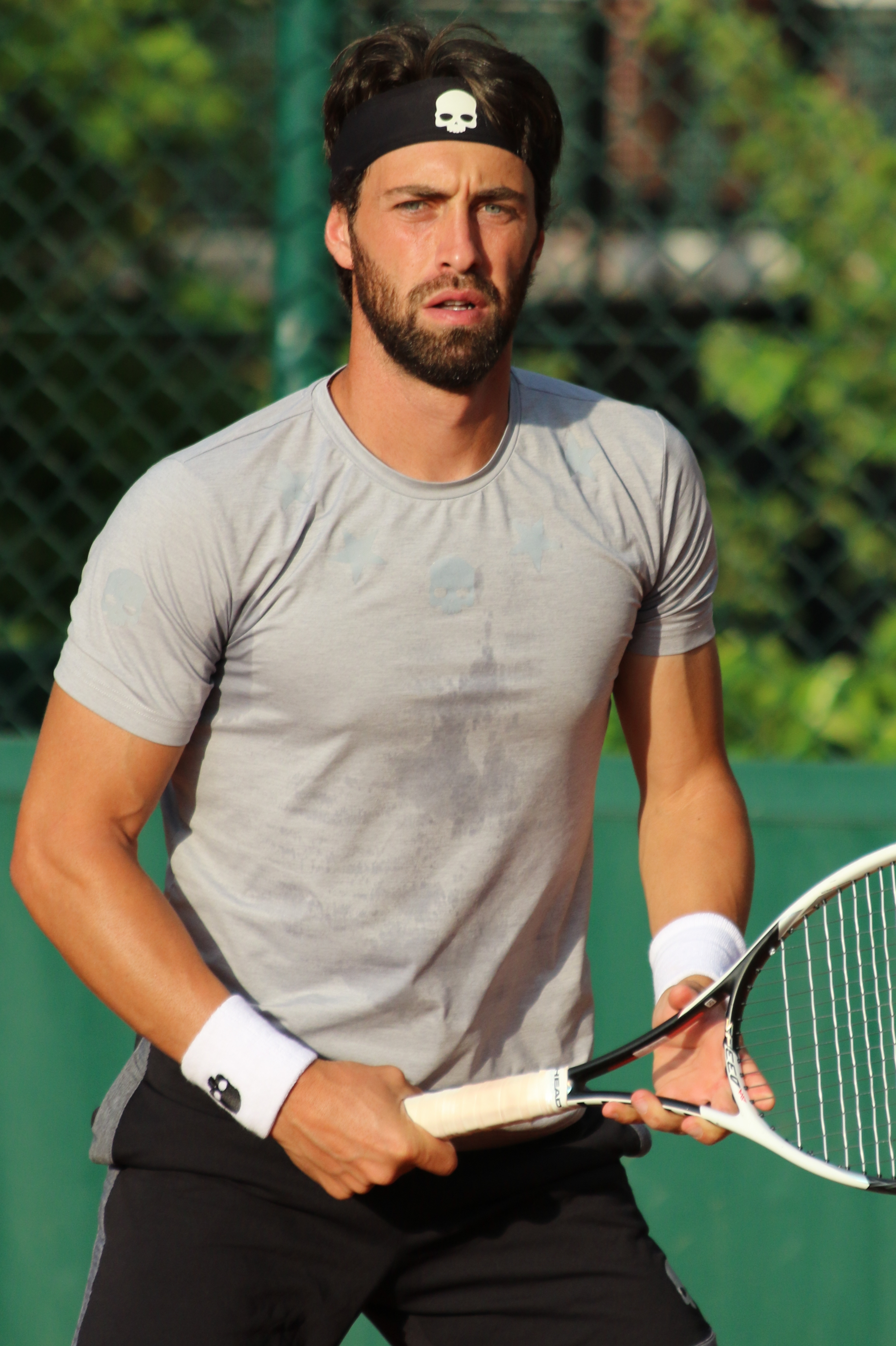
Nikoloz Basilashvili

## Mejores en el ranking ATP en individuales masculino
Tenistas que han alcanzado el Top 100 del ranking ATP.
| Singlista            | Mejor posición | Año  | Títulos |
| -------------------- | -------------- | ---- | ------- |
| Alex Metreveli       | 9.°            | 1974 | 5       |
| Nikoloz Basilashvili | 16.°           | 2019 | 5       |
| Irakli Labadze       | 42.°           | 2004 | 0       |
| Teimuraz Kakulia     | 91.°           | 1975 | 0       |